# Турит
Тури́т — условное название позднепалеолитического языка человечества («турит», «протобашенный» — то есть до Вавилонского столпотворения).
По гипотезе А. Ю. Милитарёва, отчасти поддержанной С. А. Старостиным, «турит» возник в Африке, где его продолжает ряд африканских языков, сохраняющих, предположительно, свойственные «туриту» щёлкающие звуки. При исходе предков большинства современного человечества из Африки этот протоязык разделился на америндскую (индейские языки), индо-тихоокеанскую, австралийскую и евроафриканскую ветви. Потомками евроафриканской прасемьи являются большинство языков Старого Света, включая русский. Менее вероятно, что все африканские ветви образовались на территории Палестины — Ливана, после чего носители их вернулись в Африку и ассимилировали население, говорившее на иных языках. Гипотеза находится в стадии активной проработки с помощью современных компьютерных программ.
Г. Старостин отождествляет турит и «первоязык человечества» (условный «язык Адама»).
Однако по версии С. А. Старостина при исходе предков большинства современного человечества из Африки данный протоязык разделился на борейскую, индо-тихоокеанскую, австралийскую, койсанскую и нигеро-сахарскую ветви.